# ホムラハコネサンショウウオ
ホムラハコネサンショウウオ（Onychodactylus pyrrhonotus）は、両生綱有尾目サンショウウオ科ハコネサンショウウオ属に分類される有尾類。

## 分布
日本の北陸地方（石川県、福井県）、中部地方（岐阜県）と近畿地方（滋賀県、京都府、三重県、奈良県）の冷涼な山地の森林の林床に生息する。

## 形態
頭胴長6-8センチメートル。胴体側面にそれぞれ入る皺（肋条）は12-13本。
- 細長い体で肺がなく、頭胴長よりも長い尾を持つ。
- 繁殖期の成体は指先に黒い爪を持つ。
- 繁殖期のオスは後肢が太くなり、手のひらと足の裏が黒くなる。繁殖期のメスは足の裏のみが黒くなる。
- メスはオスよりも頭胴長が大きい。
- 胸の一対の暗色班は持たないかあっても不明瞭。

- 紫がかった黒色の地色で背中に緋色やオレンジ、ピンク色、まれに黄色の帯状の模様が入る。
- 体側や腹面は紫がかった灰色で体側面には背面の帯状の模様と同じ色の斑点や白点が入り、腹面には銀白色の斑点が入る。
- 紀伊半島の個体群は体サイズが大きく、背面の色が薄い傾向がある。

## 分類
長らくハコネサンショウウオ O. japonicus とされていたが、遺伝的に大きく分化していることなどから2022年に新種記載された。